# Ciîstopil, Peatîhatkî
Ciîstopil (în ucraineană Чистопіль) este un sat în comuna Vînohradivka din raionul Peatîhatkî, regiunea Dnipropetrovsk, Ucraina.

## Demografie
Componența lingvistică a localității Ciîstopil
     Ucraineană (97%)
     Rusă (2,79%)
     Alte limbi (0,21%)
Conform recensământului din 2001, majoritatea populației localității Ciîstopil era vorbitoare de ucraineană (97%), existând în minoritate și vorbitori de rusă (2,79%).